# فرودگاه مان مایا
فرودگاه‌مان مایا (انگلیسی: Man Maya Airport) یک فرودگاه همگانی با کد ایکائو VNKD است . این فرودگاه در کشور نپال قرار دارد و در ارتفاع ۱۳۵۸ متری از سطح دریا واقع شده است. 

## شرکت‌ها و مقصدهای پروزی
| شرکت‌های هواپیمایی | مقصدهای پروازی             |
| ----------------- | -------------------------- |
| نپال ایرلاینز     | فرودگاه بین‌المللی تریبهوان |
| سامیت ایر         | فرودگاه بین‌المللی تریبهوان |
| تارا ایر          | فرودگاه بین‌المللی تریبهوان |